# Leo Bruynincx
Leon François (Leo) Bruynincx (Dendermonde, 22 september 1866 - 18 oktober 1929) was een Belgisch politicus voor de Katholieke Partij.

## Levensloop
Bruynincx promoveerde tot doctor in de rechten en werd beroepshalve advocaat en was tevens plaatsvervangend rechter. Hij was tevens ook de voorzitter van de Landbouwvereniging van het arrondissement Dendermonde.
In 1895 werd hij voor de Katholieke Partij gemeenteraadslid van Dendermonde, waar hij van 1900 tot 1914 schepen en van 1914 tot 1920 burgemeester was. Van 1908 tot 1921 zetelde hij voor het kiesarrondissement Dendermonde in de Kamer van volksvertegenwoordigers. In 1921 verliet hij om gezondheidsredenen de politiek.
Zijn zoon William werd ook politiek actief.

## Ommegang
In 1914 werd ter ere van zijn aanstelling als burgemeester een Ros Beiaardommegang georganiseerd.